# 斷裂生殖
斷裂生殖是一种无性生殖方式，指多細胞動物因外力使生體斷裂成兩半，則斷裂的另一半在生長發育成新個體。過程可以是有意或無意的，斷裂後的部分仍然可以生長至一完整個體，並繼續利用此方法進行繁殖。主要採用这种生殖方式进行繁衍的动物如黑海参、海星、渦蟲、海膽等；有些則是靠外力而引起的，例如：水綿等。

## 缺點
與其他無性生殖的情況一樣，後代缺少了遺傳多樣性，在面對不同的環境下缺乏了適應能力。

## 外部連結
- .   [2016-12-16]. （原始内容存档于2007-08-09） （中文（繁體））.